# Sainte-Colome
 Sainte-Colome  (en occitano Senta Coloma) es una población y comuna francesa, en la región de Aquitania, departamento de Pirineos Atlánticos, en el distrito de Oloron-Sainte-Marie y cantón de Arudy.

## Demografía
| 1 591 | 1 441 | 1 487 | 1 460 | 1 680 | 1 740 | 1 826 | 1 777 | 1 755 | 1 789 | 676 | 654 | 630 | 616 | 589 | 603 | 574 | 543 | 507 | 508 | 486 | 434 | 386 | 358 | 315 | 321 | 299 | 322 | 280 | 284 | 256 | 283 | 268 | 326 |
| Para los censos de 1962 a 1999 la población legal corresponde a la población sin duplicidades (Fuente: INSEE [Consultar]) |       |       |       |       |       |       |       |       |       |     |     |     |     |     |     |     |     |     |     |     |     |     |     |     |     |     |     |     |     |     |     |     |     |